# Konkurs Poetycki im. Rodziny Wiłkomirskich
Konkurs Poetycki im. Rodziny Wiłkomirskich – cykliczny ogólnopolski konkurs dla poetów organizowany przez Stowarzyszenie Promocji Sztuki „Łyżka Mleka” przy współpracy z Muzeum Rodziny Wiłkomirskich w Kaliszu i finansowany przez Samorząd Województwa Wielkopolskiego.

## Patroni
Patronem konkursu jest rodzina Wiłkomirskich:
- ojciec: prof. Alfred Wiłkomirski (1873–1950)
- matka Dorota z d. Temkin
- dzieci:
  - prof. Kazimierz Wiłkomirski (1900–1995)
  - prof. Michał Wiłkomirski (1902–1988)
  - prof. Maria Wiłkomirska (1904–1995)
  - Józef Wiłkomirski (1926–2020)
  - Wanda Wiłkomirska (1929–2018)

## Edycje

### I edycja (2015)
Jury: Wojciech Kass (przewodniczący), Aneta Kolańczyk i Tadeusz Olszewski
- I nagroda: Magdalena Cybulska
- II nagroda: Patrycja Jarosz, III nagroda: Marcin Królikowski, wyróżnienia: Karol Graczyk, Czesław Markiewicz, Anna Baśnik, Miłosz Anabell, Joanna Chachuła

Kategoria muzyczna:
- I nagroda: nie przyznano
- II nagroda: Edyta Wysocka, III nagroda: Lech Lament, wyróżnienie: Ewa Szymczak[4]

### II edycja (2016)
Jury: Wojciech Kass (przewodniczący), Aneta Kolańczyk i Tadeusz Olszewski
- I nagroda: Marcin Królikowski
- II nagroda: Janusz Lisicki, III nagroda: Grzegorz Kielar, III nagroda: Czesław Markiewicz, wyróżnienia: Marek Stachowiak, Ewa Włodarska

Kategoria muzyczna:
- I nagroda: Dawid Jung
- wyróżnienie: Anna Piliszewska[5]

### III edycja (2017)
Jury: Wojciech Kass (przewodniczący), Aneta Kolańczyk i Tadeusz Olszewski
- I nagroda: Piotr Zemanek
- II nagroda: Katarzyna Zychla, Marcin Królikowski, III nagroda: Dominika Lewicka-Klucznik, wyróżnienia: Joanna Chachuła, Krzysztof Schodowski

Kategoria muzyczna:
- I nagroda: Agnieszka Marek
- II nagroda: Krzysztof Martyna, wyróżnienia: Ewa Włodarska, Dariusz Brzeziański[6]

### IV edycja (2018)
Jury: Wojciech Kass (przewodniczący), Aneta Kolańczyk i Tadeusz Olszewski
- I nagroda: Wojciech Roszkowski
- II nagroda: Piotr Jemioło, III nagroda: Anna Nawrocka, wyróżnienia: Dariusz Małek, Piotr Zemanek, Dorota Nowak

Kategoria muzyczna:
- I nagroda: Anita Katarzyna Wiśniewska
- wyróżnienia: Krzysztof Martyna, Edyta Wysocka[7]